# Oli de la Comunitat Valenciana
Oli de la Comunitat Valenciana és una denominació d'origen protegida (DOP) que protegeix l'oli d'oliva verge extra produït al País Valencià i obtingut a partir d'olives de les següents varietats d'olivera del País Valencià: Mançanenca, Vilallonga, Blanqueta, Farga, Serrana d'Espadà, Morruda, Cornicabra, Alfafara o Grossal, Xanglot reial, Rojal, Canetera, Nana, Arbequina, Empeltre, Cuquillo, Sollana, Callosina, Llumeta, Millarenca, Borriolenca.